# آرارات هاروتیونیان
آرارات هاروتیونیان (ارمنی: Արարատ Հարությունյան؛ زادهٔ ۲۴ اوت ۱۹۷۵ در گیومری) یک بازیکن فوتبال در پست مدافع اهل ارمنستان است.

## باشگاهی
از باشگاه‌هایی که در آن بازی کرده‌است می‌توان به شیراک، بانانتس، کوتایک و اولیس اشاره کرد.

## تیم ملی
وی همچنین در تیم ملی فوتبال ارمنستان بازی کرده‌است. نخستین بازی ملی خود را در چهارچوب تورنمنت بین‌المللی قبرس در ۲ فوریه ۲۰۰۰ در لارناکا در مقابل مولداوی انجام داده‌است.

## آمارهای بازی ملی
| تیم ملی فوتبال ارمنستان | تیم ملی فوتبال ارمنستان | تیم ملی فوتبال ارمنستان |
| سال                     | حضورها                  | گل‌ها                    |
| ----------------------- | ----------------------- | ----------------------- |
| ۲۰۰۰                    | ۳                       | ۰                       |
| ۲۰۰۱                    | ۲                       | ۰                       |
| ۲۰۰۲                    | ۱                       | ۰                       |
| ۲۰۰۳                    | ۱                       | ۰                       |
| مجموع                   | ۷                       | ۰                       |